# Zao Wou-Ki

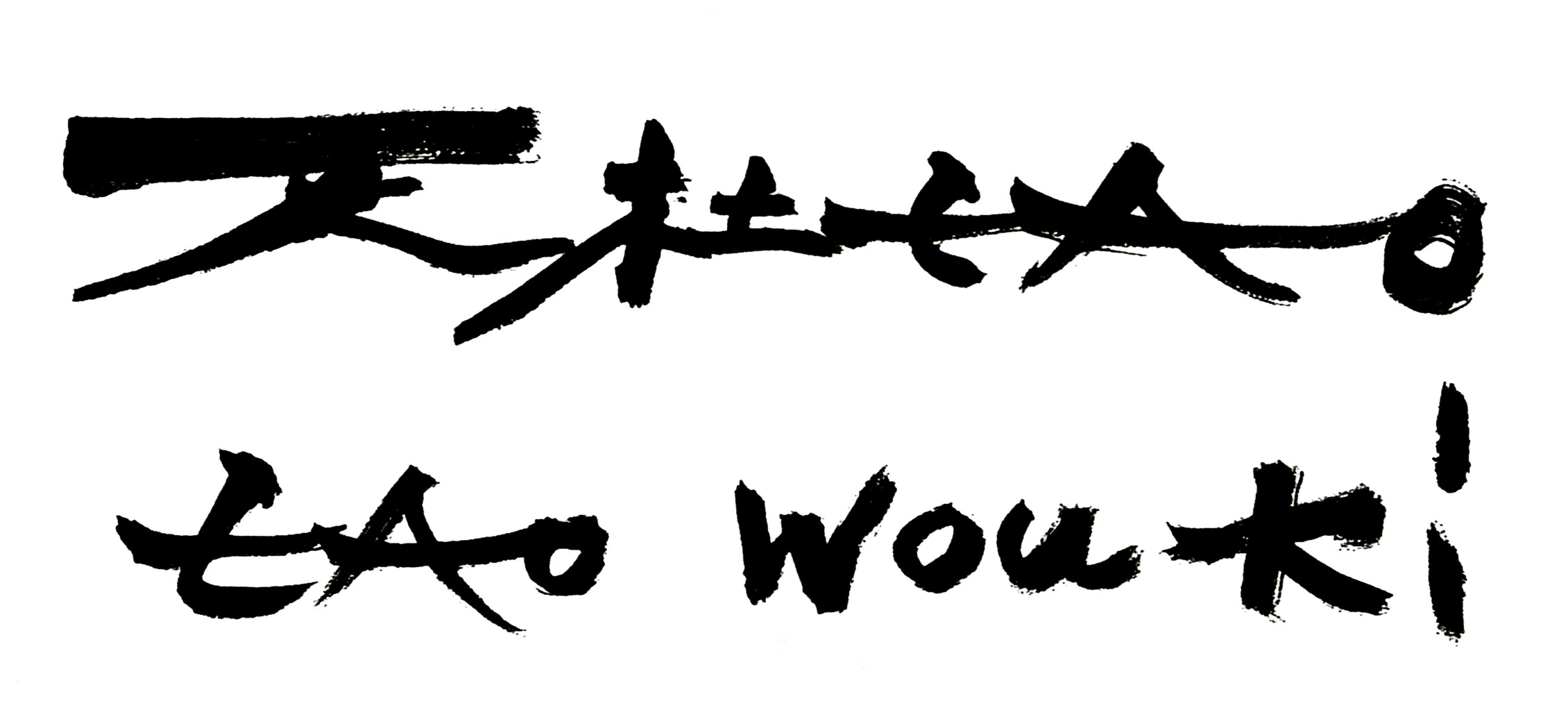
Unterschrift von Zao Wou-Ki

Zao Wou-Ki (chinesisch 赵无极, Pinyin Zhào Wújí); (* 13. Februar 1920, nach anderen Quellen 13. Februar 1921 in Peking, Republik China; † 9. April 2013 in Nyon, Schweiz), war ein französisch-chinesischer Maler, der lange Zeit in Paris und seit 2011 in der Schweiz lebte.

## Leben
Zao wurde in eine Gelehrtenfamilie geboren und erlernte bereits in seiner Kindheit die chinesische Kalligraphie. In den Jahren 1935 bis 1941 setzte er seine Studien an der Akademie der Künste in Hangzhou mit Kursen zur Chinesischen Malerei und der „westlichen Malerei“ fort. An der Akademie war er in den Jahren 1941 bis 1947 Professor.
1947 ging Zao nach Paris, wo er sich am Montparnasse niederließ und Kurse in Malerei bei Othon Friesz belegte. 1964 erhielt er auf Anregung von André Malraux die französische Staatsbürgerschaft. Seit 1983 werden seine Arbeiten auch in der Volksrepublik China anerkannt. Das Chinesische Nationalmuseum in Peking stellte im gleichen Jahr einige seiner Werke aus. Später war er Professor an seiner alten Akademie in Hangzhou.

## Stil
Zaos künstlerischer Stil seit dem Beginn der 1950er Jahre wird dem der Lyrischen Abstraktion und der Nouvelle École de Paris zugeordnet. Zu Beginn seines Schaffens wurde er von Paul Klee beeinflusst, änderte sich jedoch später zum „Abstrakten“. Oft arbeitete er großformatig – auch in der Gestalt von Diptychen oder Triptychen – wobei er „explodierende Farben“ verwendete. Meist benannte er seine Werke lediglich nach dem Datum, an dem sie fertiggestellt wurden. Wie Henri Michaux arbeitete er mit den Mitteln der chinesischen Tuschemalerei und kombinierte das Rhythmische der traditionellen chinesischen Malerei mit abstrakten Themen.

## Nachlass, Fondation Zao Wou-Ki
Die Witwe des Künstlers hat zur Verwaltung der umfangreichen Sammlung eine Stiftung gegründet. Über die Qualität der Kunstwerke kann die Öffentlichkeit einen Eindruck verschaffen durch die Ausstellung «Zao Wou-Ki collectionneur» im Musée d’art de Pully in der zweiten Jahreshälfte 2019.

## Werke
(Auswahl)
- 6.01.68, 1968, Öl auf Leinwand, 260 × 200 cm, Musée d’art moderne de la Ville de Paris
- 1-09-94, 1994, Öl auf Leinwand, 130 × 195 cm, Staatsbibliothek zu Berlin

im öffentlichen Raum
- U-Bahnhof Oriente der Linha Vermelha der Metro Lissabon
- Briefmarke im Nennwert von 6,70 Francs der französischen Post im Jahre 1995

## Ausstellungen
- 1965: Zhao Wou-Ki, Museum Folkwang, Essen.
- 1965: Zhao Wou-Ki: Aquarelle, Radierungen, Farblithographien , Graphische Sammlung Albertina, Wien.
- 1975. Zao Wou-ki, 1971–1975, Galerie de France, Paris.
- 2008: Bibliothèque nationale de France, Paris: Graphisches Werk.

Gemeinschaftsausstellungen
- 1987:  „CARTE SEGRETE 53“ „Serafini Editore“  Velemir Chlebnikov „Zangezi“ die gleiche Zahl, die beiden „Ausstellungen Buch“ Mario Coppola „Adventum“, Zao Wou-Ki „Il Pittore Di Due Mondi“.
- 2006: L'envolée lyrique, Paris 1945–1956, Musée du Luxembourg

Bis 10. Oktober 2021: Hotel de Caumont, Aix-en-Provence: Ausstellung unter dem Titel „Il ne fait jamais nuit“: 80 Werke von 1935–2009

## Auszeichnungen und Preise
- 1994: Praemium Imperiale des japanischen Kaiserhauses
- 2001: Preis der Fondation Taylor, Paris
- 2002: An der Académie des Beaux-Arts in Paris: Berufung auf den Fauteuil von Jean Carzou in der Kategorie Malerei. Seine Rede zu Ehren seines Vorgängers verlas Arnaud d’Hauterives.
- Grand Officier der Ehrenlegion.
- Commandeur des französischen Ordre national du Mérite.
- Officier des französischen Ordre des Arts et des Lettres.

## Belege
1. ↑  Le Musée d’art de Pully présente la collection personnelle d’un grand artiste contemporain, domainepublic.ch vom 18. Oktober 2019, abgerufen am 21. Oktober 2019 (französisch)
2. ↑  Klee, Picasso, Giacometti, Soulages : Modèles et amis de Zao Wou-Ki au travers de sa collection privée, Musée d’art de Pully Exposition du 21 septembre au 15 décembre 2019, abgerufen am 21. Oktober 2019 (französisch)

| Personendaten    | Personendaten                                         |
| ---------------- | ----------------------------------------------------- |
| NAME             | Zao, Wou-Ki                                           |
| ALTERNATIVNAMEN  | 赵无极 (chinesisch); Zhào Wújí (Pinyin-Romanisierung) |
| KURZBESCHREIBUNG | französisch-chinesischer Maler                        |
| GEBURTSDATUM     | 1. Februar 1920 oder 13. Februar 1921                 |
| GEBURTSORT       | Peking, China                                         |
| STERBEDATUM      | 9. April 2013                                         |
| STERBEORT        | Nyon, Schweiz                                         |